# Lauthiers
Lauthiers är en kommun i departementet Vienne i regionen Nouvelle-Aquitaine i västra Frankrike. Kommunen ligger i kantonen Chauvigny som tillhör arrondissementet Montmorillon. År 2022 hade Lauthiers 68 invånare.

## Befolkningsutveckling
Antalet invånare i kommunen Lauthiers
| Referens: INSEE |